# Wścieklica zwyczajna
Wścieklica zwyczajna (Myrmica rubra) – gatunek mrówki z podrodziny Myrmicinae, o północnopalearktycznym zasięgu występowania.

## Występowanie
Występuje bardzo powszechnie w różnorodnych środowiskach: od umiarkowanie wilgotnego po bardzo wilgotne. Wścieklica zwyczajna jest najbardziej wilgociolubnym z występujących w Europie gatunków mrówek z rodzaju Myrmica. Spotykana w lasach pod korzeniami drzew, kamieniami, korą próchniejących drzew. Gniazduje także w glebie, kępach traw, czy płatach mchu. W miastach spotkać można ją na przykład pod próchniejącymi starymi deskami, kamieniami.

## Biologia
Nie zakłada stałych gniazd lecz często zmienia miejsce. Jej kolonie są zwykle poliginiczne liczące kilka tysięcy robotnic. W jednym gnieździe znajduje się kilka królowych. W Polsce lot godowy odbywa się w sierpniu i wrześniu. Młoda królowa zakłada gniazdo w sposób częściowo klasztorny, bądź poprzez dołączenie do już istniejącej kolonii poliginicznej. Poczwarki wścieklicy są nagie, gdyż nie zamykają się w kokonach jak u większości mrówek. Larwy często karmione są przez położenie na kawałkach upolowanych owadów. Żywią się także spadzią i nektarem (zwłaszcza baldaszkowatych). Mrówka ta znana jest z bolesnych użądleń, które mogą się zdarzyć w przypadku niszczenia gniazda. Gatunek bardzo agresywny. 

## Podgatunki
U wścieklicy zwyczajnej wyodrębniono 4 podgatunki
- Myrmica rubra europaea Finzi, 1926
- Myrmica rubra khamensis Ruzsky, 1915
- Myrmica rubra neolaevinodis Forel, 1901
- Myrmica rubra rubra Linnaeus, 1758

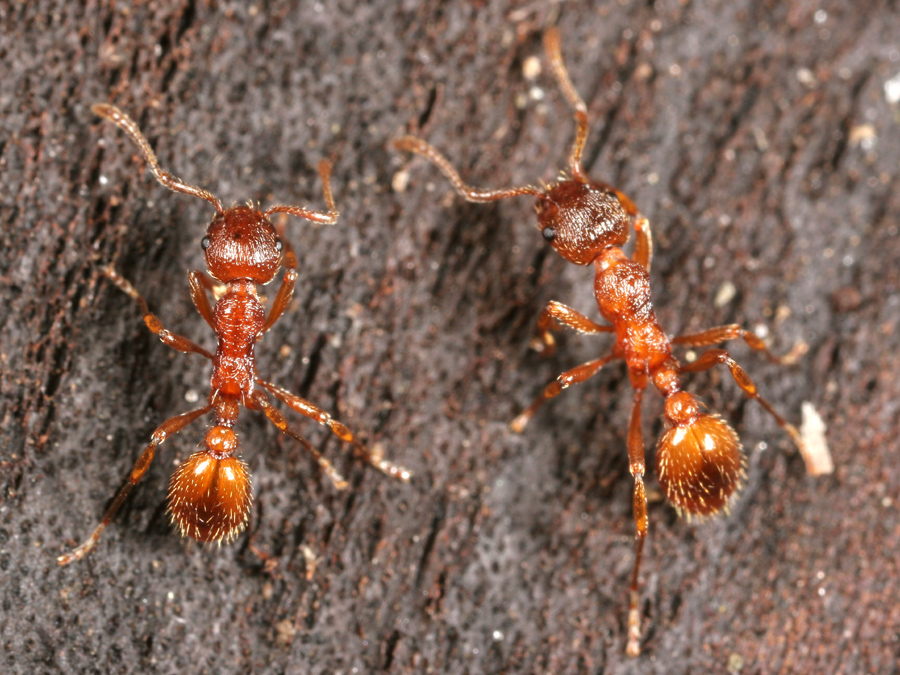
Robotnice